# Ernst Franz von Weisl
Ernst Franz von Weisl (3. května 1857 Záběhlice — 18. června 1931 Vídeň) byl rakousko-uherský šlechtic židovského původu, právník, politik a stoupenec sionismu.

## Život

### Mládí
Narodil se v Záběhlicích u Prahy. Vystudoval práva a získal titul Dr. Jur. Oženil se s Charlottou von Popper-Michlup, společně založili rodinu a přestěhovali se do Vídně.

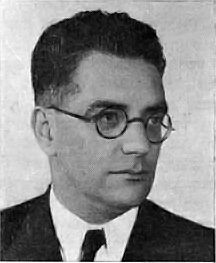
Syn Wolfgang von Weisl, již v Izraeli pod jménem Binyamin Ze'ev

### Kariéra
Za své pracovní zásluhy obdržel Weisl od císaře Františka Josefa I. šlechtický titul s přídomkem von. S koncem 19. století působil jako viceprezident Rakousko-uherské koloniální společnosti, která si kladla za cíl usilovat o rozšíření nevelkého území kolonií Rakousko-uherské monarchie. V roce 1898 zprostředkovával jednání mezi rakousko-uherským ministerstvem zahraničí vedeným hrabětem Agenorem Adamem Gołuchowskim a vládou Španělska o možném odprodeji španělské kolonie Rio de Oro (pozdější Západní Sahara). Španělsko se v té době zbavovalo koloniálních držav po prohře ve španělsko-americké válce. Návrh získal podporu i císaře Františka Josefa I., nakonec byl ale v Říšské radě zamítnut, především z iniciativy uherských poslanců.

### Sionistické hnutí
Po roce 1900 se von Weisl stal jedním z prvních a zároveň společensky nejvíce postavených rakousko-uherských činitelů, kteří se identifikovali a hájili myšlenky sionismu Theodora Herzla, a mimo jiné nutnosti vzniku samostatného židovského státu na území tehdejší Palestiny. V práci v sionisitickém hnutí pokračoval i jeho syn (1896–1974), spisovatel, novinář a zakladatel revizionistického hnutí, který se posléze přestěhoval do nově vzniklého Izraele.

### Úmrtí
Ernst Franz von Weisl zemřel 18. června 1931 ve Vídni ve věku 74 let a byl zde také pohřben.